# パウル・バウム
パウル・バウム（Paul Baum、1859年9月22日 - 1932年5月15日）はドイツの画家である。風景画を描いた。ドイツにおける「新印象派」を代表する画家である。

## 略歴
マイセンで生まれた。王立ザクセン磁器工場で絵付け職人としての訓練を受けた。1877年からドレスデンの美術学校で風景画家のフリードリヒ・プレラー(Friedrich Preller der Jüngere)に学び、一年後にワイマールの美術学校に移り、1887年までテオドール・ハーゲン(Theodor Hagen)に学んだ。修行中にドイツ北部のメクレンブルクやハンブルク、オランダやフランドルを旅した。1888年には、多くの芸術家の集まっていたミュンヘンのアラッハ・ウンターメンツィングに滞在し、マックス・アルトゥール・ストレメル(Max Arthur Stremel)やカール・バンツァー(Carl Bantzer)と活動した。1890年にパリに出て印象派の画家たちの作品と出会い、ベルギーのクノックで4年間過ごし、カミーユ・ピサロやベルギーの「点描」技法の画家テオ・ファン・レイセルベルヘと知り合い、影響を受けた。
1894年にドレスデンに戻り、「分離派」のメンバーになった 。1895年にオランダ、ゼーラント州のシント・アナ・テル・マイデンに移り、そこを拠点にベルリンや南フランス、イタリア、トルコなど多くの旅を続けた。
1902年ベルリン滞在中に「ベルリン分離派」のメンバーとなった。1909年に創立された「ミュンヘン新芸術家協会」の創立メンバーとなり、第1回の展覧会に参加した。1909年にドイツ画家協会（Deutscher Künstlerbund）のVilla Romana Prizeを受賞し、1年間のイタリア留学の奨学金を得、イタリアに4年間滞在し、トスカーナのサン・ジミニャーノやフィレンツェなどに滞在した。1914年に第一次世界大戦が始まるとドイツに帰国し、美術教師をしたり、ヴィリングスハウゼンの芸術家村やヘッセン州のノイシュタットで活動した。1918年にカッセルの美術学校(Kunsthochschule Kassel)の教授に任じられた。1921年にマールブルクに邸を購入するが、1924年からはイタリアのサン・ジミニャーノで暮らした。1932年にサン・ジミニャーノで没した。

## 作品

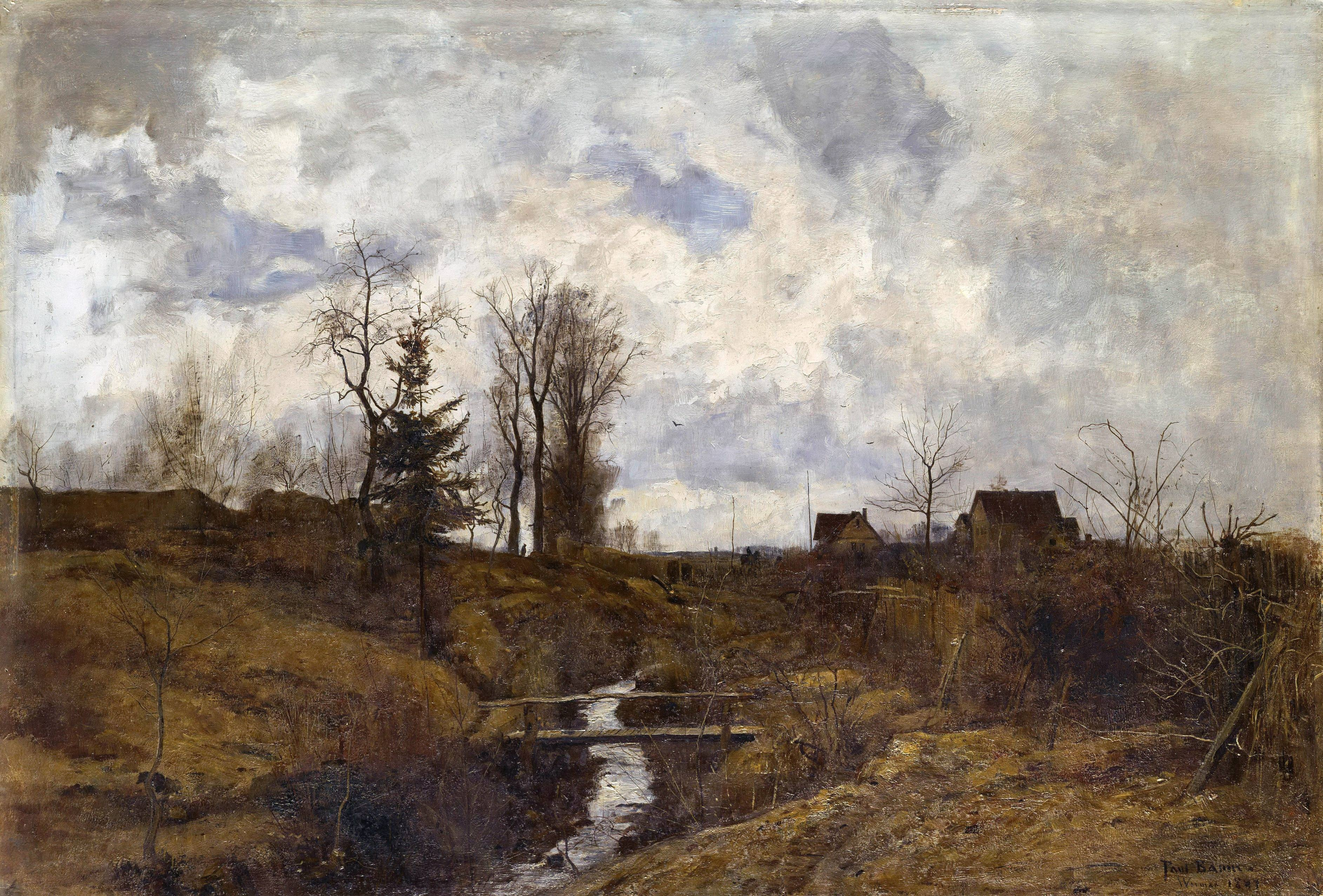
雨の中のワイマール (1883)
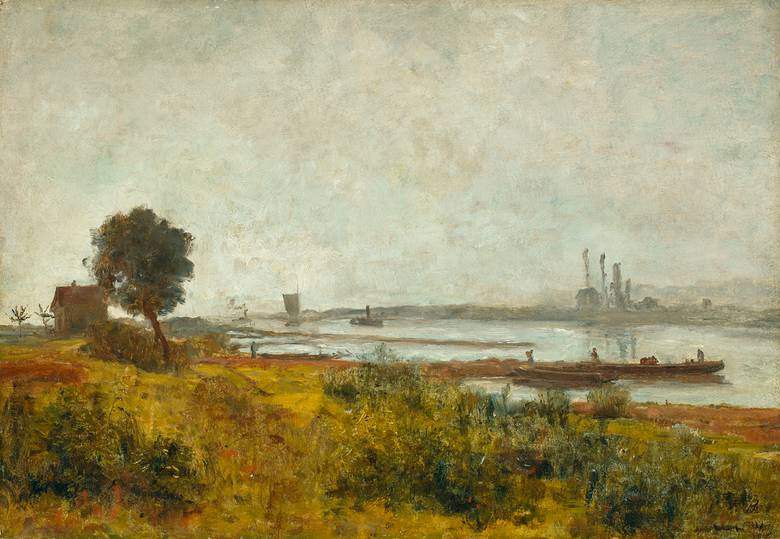
メクレンブルクの川の風景 (1895)
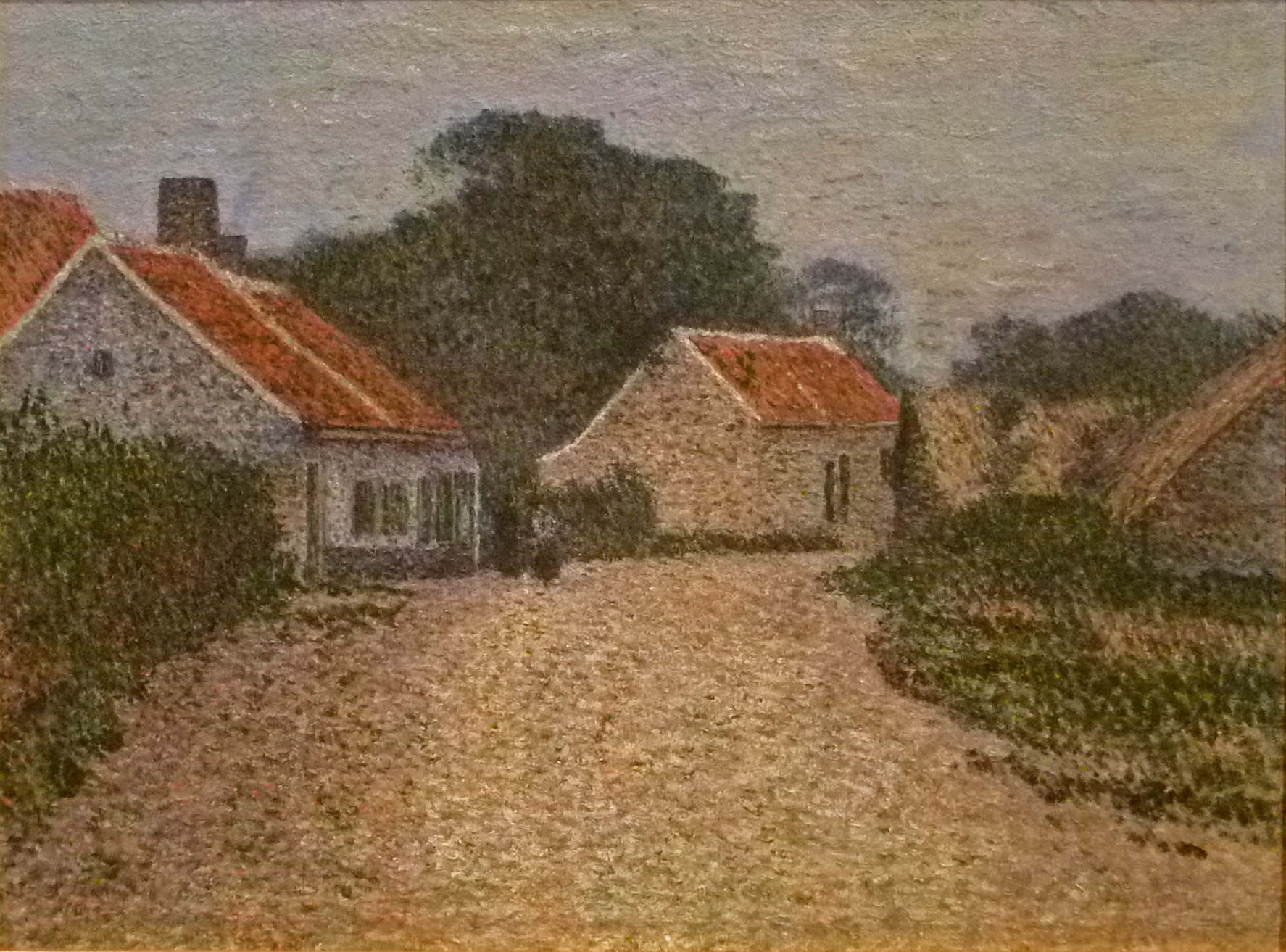
Sint Anna ter Muiden (c.1902)
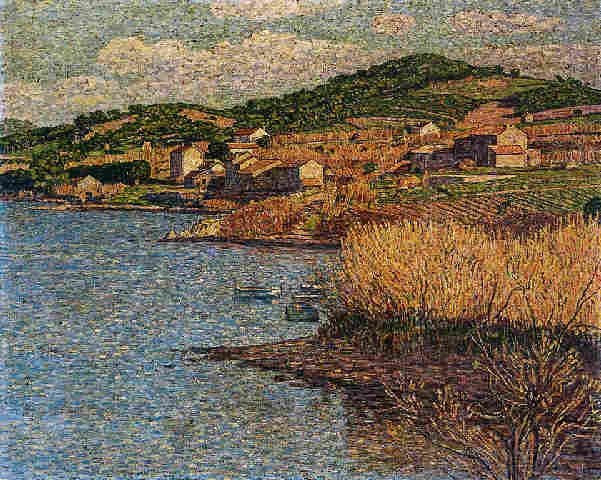
イエール近くの風景 (1909)